# Campionato asiatico e oceaniano femminile di pallavolo 1997
Il IX campionato asiatico e oceaniano femminile di pallavolo si è svolto da 21 al 29 settembre 1997 a Manila, nelle Filippine. Al torneo hanno partecipato 9 squadre nazionali asiatiche ed oceaniane e la vittoria finale è andata per la settima volta, la sesta consecutiva, alla Cina.

## Gironi
| Girone A                                   | Girone B                                           |
| ------------------------------------------ | -------------------------------------------------- |
| Australia Filippine Giappone Taipei cinese | Cina Corea del Sud Hong Kong Thailandia Uzbekistan |

## Classifica finale
| Classifica | Squadre       |
| ---------- | ------------- |
|            | Cina          |
|            | Corea del Sud |
|            | Giappone      |
| 4          | Taipei cinese |
| 5          | Thailandia    |
| 6          | Uzbekistan    |
| 7          | Australia     |
| 8          | Filippine     |
| 9          | Hong Kong     |